# تاريخ الرياضة في السعودية
ترتبط الرياضة في المملكة العربية السعودية وجميع الانشطة الرياضية في السعودية بوزارة الرياضة. تعود بدايات الرياضة في المملكة إلى ما قبل 66عامًا، حين أنشئت أول إدارة مسؤولة عن الرياضة عام 1372هـ الموافق 1952م تابعة لوزارة الداخلية، لتشهد بعدها تحولات كبرى سواءً على المستوى الإداري المؤسساتي أو النقلة النوعية في الجهات ذات العلاقة بها من بنى تحتية، وكوادر بشرية وصولًا إلى تمثيل المملكة في المنافسات الخليجية، والعربية، والآسيوية، والدولية.
بداية نشأة الرياضة السعودية كانت أهلية في طابعها، وهو ما ينطبق تقريباً على كل البلاد الأخرى، غير أنه ومع تطور مرافق الدولة السعودية، وتزايد الحاجة إلى التنظيمات الحكومية لبعض الأنشطة في البلاد، فقد كان من الضروري أن تكون هناك جهة حكومية رسمية تشرف على الأنشطة الرياضية وتنظمها، تجاوباً مع التطور الأهلي الداخلي المتمثل في ازدياد اهتمام السعوديين بالرياضة وخاصة كرة القدم، وما نشأ عن ذلك من بعض الإشكاليات والخلافات، وتماشياً، مع حركة التطور العامة للبلاد، ومواجهة إمكانيات المشاركة الخارجية في المستقبل والتمهيد لها.
وحظيت الرياضة باهتمام الحكومة على مر عهود ملوك المملكة حتى عهد الملك سلمان بن عبد العزيز آل سعود الذي أمر في يناير 2015م بدعم الأندية الرياضية بـ 10 ملايين ريال لكل نادٍ من أندية الدوري الممتاز، وخمسة ملايين ريال لكل نادي من أندية الدرجة الأولى، ومليوني ريال لبقية الأندية المسجلة رسمياً.

## نشأة الرياضة في السعودية
قبل أن تصبح المملكة العربية السعودية دولة حقيقية، اعتاد الناس الذين عاشوا في ذلك الوقت ممارسة الرياضة التي كانت مرتبطة بحياتهم. حيث كانت الرياضات الرئيسية تتمثل في الفروسية والمبارزة والرماية. واستمرت تلك الرياضات كأنشطة رئيسية في المملكة العربية السعودية لأكثر من ألفي سنة. ويرجع شيوع هذه الرياضات إلى أن المصدر الرئيسي للغذاء هو ما يمكنهم توفيره عن طريق الصيد. بالإضافة إلى ذلك، اعتاد السعوديون أن يعيشوا حياتهم من خلال القتال والحرب بين المدن أو القبائل. وبسبب هذا، اعتاد الآباء تعليم آبنائهم كيفية استخدام السيف والقوس والسهام وركوب الخيل. خلال هذه الأوقات المبكرة، أصبحت هذه الأنشطة الرياضية جزءًا من الثقافة السعودية.
فمنذ إعلان تأسيس الدولة بمسمى مملكة الحجاز وسلطنة نجد قبل إعلان التوحيد، اهتم الملك المؤسس عبد العزيز بن عبد الرحمن بالرياضة الأصيلة كالفروسية والهجن والحديثة كذلك. فكانت تقام سباقات الخيل والهجن في نجد والأحساء وحائل، ثم في الحجاز التي عادت إليها الرياضة الحديثة ككرة القدم غير المنظمة مع دخول الملك إليها. وقد كانت بدايات الرياضة متواضعة لكن أبناء الملك عبد العزيز وأحفاده كالأمير عبد الله الفيصل أولوا كرة القدم رعاية خاصة وكانت منطلقاً للرياضات الأخرى حيث أوكلت إلى الأمير وزارة الداخلية وأسس في عهده أول قسم للتربية البدنية والكشافة وانطلقت منه الرياضة السعودية.
كان من مشجعي الرياضة الحديثة الأمير فهد بن عبد العزيز الذي أصبح مسؤولاً عن اتحاد كرة القدم لتسعة أشهر أثناء توليه منصب وزير المعارف، وكذلك الأمير سلمان بن عبد العزيز الذي كان يقدم جوائز كساعة وقلم «باركر» للاعبين في عهد الملك عبد العزيز.
ويبين «الزايدي» أن الحركة الرياضية في المملكة العربية السعودية قد توقفت ما يقارب سبع سنوات وذلك بقرار من الجهات الرسمية المعنية من عام 1358هـ إلى عام 1365هـ، وذلك نتيجة للخلافات التي نشبت بين فريق الوطن وفريق الأهلي وكلاهما من مكة المكرمة، وكذلك الأحداث التي صاحبت مباراة فريق الاتحاد وفريق الهلال البحري وكلاهما من مدينة جدة في عام 1355هـ، مما أدى إلى تدخل الجهات الأمنية وصدر أمر بوقف ممارسة لعبة كرة القدم والرياضة عموماً، وهو ما أكده توتشل الذي أشار إلى حظر لعب كرة القدم في تلك الفترة، كان نتيجة لبعض المشكلات التي حدثت بين بعض الفرق الرياضية.
ويعود الفضل في إعادة السماح بالألعاب الرياضية وتنظيمها ووضع أول لوائح ومسابقات لها إلى قيام الأمير/ عبد الله الفيصل وزير الداخلية في تلك المرحلة بإصدار وتنظيم الرياضة بصورة رسمية تحت مسمى الإدارة العامة للرياضة البدنية والكشافة وذلك في عام 1372هـ، وتزويدها بمستشارين رياضيين أجانب خاصة من مصر، وانتداب بعض الشباب من السعوديين إلى مصر لتلقي دورات في التحكيم الرياضي وخاصة في كرة القدم، وقيامه بالتوجيه والإشراف على تنظيم مسابقات كرة القدم الرسمية لأول مرة في المملكة العربية السعودية في دوري عام تشرف عليه إدارة الشئون الرياضية بوزارة الداخلية.
في الوقت الحالي، تعتبر رياضة كرة القدم هي الرياضة الأكثر شعبية في المملكة العربية السعودية. بسبب اهتمام الشعب السعودي التاريخي والكبير بكرة القدم، مارس السعوديون هذه الرياضة يوميًا في الشوارع والمدارس وأي مكان له مساحة مفتوحة أو حقل. أصبحت كرة القدم في نهاية المطاف شعبية جداً في المملكة العربية السعودية، مما تتطلب خضوعها لمنظمة. أبدت هذه المنظمة لكرة القدم الدعم لتغيير الرياضة في المملكة العربية السعودية. يحتوي تاريخ الرياضة في المملكة العربية السعودية على ثلاث مراحل، تحددها تأثير وطبيعة هذه المرحلة في تطور الرياضة. المرحلة الأولى، مرحلة الإنشاء والتأسيس من 1927 إلى 1953. خلال هذا الوقت، كان العمل شخصياً وفردياً وكل شيء محصور في كرة القدم، ومعظمها في الجانب الغربي من البلاد. المرحلة الثانية، التنظيم الأساسي والتطوير من 1953 إلى 1974. في
هذه المرة بدأت الحكومة في مراقبة الرياضة من خلال الرئاسة العامة لرعاية الشباب. المرحلة الثالثة، من 1974 إلى الوقت الحاضر. خلال هذا الوقت بدأت المملكة العربية السعودية المشاركة في الخارج والمحافظة على استمراريته.
لم يأتِ التغيير والتحسين في الرياضة في المملكة العربية السعودية بسرعة أو بسهولة. في في الواقع، فإن أي أشياء جديدة تتطور في المجتمع عادة ما يكون لها معارضة. عندما بدأ الشباب في لعب كرة القدم المنظمة، رفض المجتمع وأولياء الأمور دعم هذه الفكرة، ووصفها بأنها ممارسة بغيضة حيث رأى المجتمع أن ممارسة الرياضة بشكل منظم مضيعة للوقت. علاوة على ذلك، بدأ بعضهم بالعمل ضد فكرة تنظيم الرياضة عن طريق كتابة المقالات في الصحف، دعماً لفكرة أنها مضيعة للوقت. في 17 يونيو 1932، حاول مقال في جريدة أم القرى منع الناس من ممارسة الرياضة. لم يدم هذا الموقف طويلا لأن الحكومة في ذلك الوقت بدأت بدعم الرياضة عندما وافق مدير الأمن العام على طلب رسمي مقدم من الجالية الإندونيسية التي تعيش في مكة لممارسة كرة القدم. مع هذا الدعم الحكومي، أصبحت مكة أول مدينة تستضيف لعبة رياضية في المملكة العربية السعودية. ويعود ذلك إلى أن مكة المكرمة لها تاريخ فريد وتضم مسجداً مهماً في الدين الإسلامي ووهو الدين الرسمي للمملكة وهو المسجد الحرام والكعبة، وتمثل الكعبة قبلة المسلمين عند الصلاة في أي مكان في العالم. كما يجب على كل المسلمين أداء الحج مرة واحدة في حياتهم عندما يكونوا قادرين، باعتبارها واحدة من أركان الإسلام. ولذلك، كل عام يأتي المسلمون من جميع أنحاء العالم إلى مكة للقيام بالحج. في الواقع، بعض الناس
لم يغادروا مكة لسنوات عديدة، من أجل أن يكونوا بالقرب من المسجد الحرام. ومع مرور الوقت، أصبح مجتمع مكة المكرمة متنوعًا بالعديد من الثقافات المختلفة من جميع أنحاء العالم. في الواقع، هكذا أصبح الإندونيسيون مواطنين في مكة.
بدأ الشعب السعودي في المشاركة في ألعاب كرة القدم في مكة وغيرها من المدن القريبة لمكة المكرمة، ولعب الرياضة الرسمية المنظمة. زاد عدد المشاركين حتى 1928، عندما تم إنشاء أول فريق رسمي في جدة تحت اسم الاتحاد. بعد ذلك، زاد عدد الفرق في جميع أنحاء المملكة العربية السعودية. بحلول عام 1949، لعبت الفرق ضد بعضها في منطقتهم فقط. حتى عام 1950، لم يكن هناك منظمة حكومية لهذه الرياضة حتى أنشأ الأمير عبد الله بن فيصل آل سعود، وزير الداخلية آنذاك، منصب
وزير قسم الرياضة في الداخلية في عام 1952. وكان الدوري الأول في كرة القدم في عام 1957، لأنها كانت الرياضة الأكثر شعبية في ذلك الوقت. وسُمي كأس الدوري بكأس الملك.
في 22 سبتمبر 1960، نقل قرار من مجلس الوزراء قسم الرياضة من وزارة الداخلية إلى وزارة التربية والتعليم، وأصبح يدعى اللجنة الرياضية العليا. بعد عامين، أنشأوا وزارة العمل والشؤون الاجتماعية، وأنشأوا قسماً جديداً فيها عرف باسم قسم رعاية الشباب. إذ أصبحت هذ القسم مسؤولاً عن الرياضة في المملكة العربية السعودية حتى 18 مايو 1974، عندما أمر مجلس الوزراء بتأسيس الرئاسة العامة لرعاية الشباب كإدارة مستقلة.
بعد إنشاء رئاسة للرياضة في البلاد من خلال الرئاسة العامة لرعاية الشباب، أصبح صانعو القرار في مجال الرياضة مسقلين وكامل تركيزهم منصب على الرياضة. في عام 1956 (بداية المرحلة الثانية)، كان الاتحاد العربي السعودي لكرة القدم موجوداً، وأصبح عضوا في الاتحاد الدولي لكرة القدم (الفيفا) في عام 1959م. بعد ذلك، بدأت الرئاسة العامة لرعاية الشباب في التركيز على الرياضات الأخرى إلى جانب كرة القدم. في عام 1963، أسست الرئاسة أربعة اتحادات، والتي كانت اتحاد كرة الطائرة واتحاد كرة السلة واتحاد ألعاب القوى واتحاد الدراجات. أصبحت هذه الاتحادات الأربعة أعضاء في الاتحادات الدولية كذلك. ونتيجة لذلك، كان للمملكة العربية السعودية خمسة اتحادات رياضية وأصبحت مؤهلة لإنشاء اللجنة الأولمبية السعودية. في عام 1965، قبلت اللجنة الأولمبية الدولية اللجنة الأولمبية السعودية كعضو في مؤتمرهم في روما. كانت المملكة العربية السعودية مستعدة في ذلك الوقت للمشاركة في المسابقة الدولية، وهي خطوة مهمة للغاية. كانت الأولوية آنذاك ألا تكون فائزًا أو بطلاً، وإنما المشاركة وتعريف العالم بالشعب السعودي. جاءت هذه الأولوية من قبول اللجنة الأولمبية الدولية للجنة الأولمبية العربية السعودية في عام 1965م، حيث كان عمر المملكة العربية السعودية 33 عامًا فقط، وتم الاعتراف بها كمشارك في المنافسة الدولية.
بعد ذلك، زاد عدد الاتحادات الرياضية، وتضم المملكة العربية السعودية الاتحادات المبينة في الجدول التالي:
| م  | اسم الاتحاد                                       | سنة التأسيس |
| -- | ------------------------------------------------- | ----------- |
| 1  | الاتحاد العربي السعودي لكرة القدم                 | 1959        |
| 2  | الاتحاد العربي السعودي لكرة السلة                 | 1963        |
| 3  | الاتحاد العربي السعودي للكرة الطائرة              | 1963        |
| 4  | الاتحاد العربي السعودي لألعاب القوى               | 1963        |
| 5  | الاتحاد العربي السعودي للدراجات                   | 1963        |
| 6  | الاتحاد العربي السعودي لكرة اليد                  | 1975        |
| 7  | الاتحاد العربي السعودي للتنس                      | 1975        |
| 8  | الاتحاد العربي السعودي للمبارزة                   | 1975        |
| 9  | الاتحاد العربي السعودي للتايكوندو                 | 1976        |
| 10 | الاتحاد العربي السعودي للسباحة                    | 1976        |
| 11 | الاتحاد العربي السعودي للجمباز                    | 1978        |
| 12 | الاتحاد العربي السعودي للرماية والسهام            | 1979        |
| 13 | الاتحاد العربي السعودي لرفع الأثقال وبناء الأجسام | 1980        |
| 14 | الاتحاد العربي السعودي للملاكمة والمصارعة         | 1980        |
| 15 | الاتحاد العربي السعودي لرياضة الصم                | 1980        |
| 16 | الاتحاد السعودي للطب الرياضي                      | 1982        |
| 17 | الاتحاد السعودي للتربية البدنية والرياضة          | 1988        |
| 18 | الاتحاد العربي السعودي للبولينج                   | 1989        |
| 19 | الاتحاد العربي السعودي للرياضات البحرية           | 1989        |
| 20 | الاتحاد العربي السعودي لألعاب الفروسية            | 1990        |
| 21 | الاتحاد العربي السعودي لذوي الاحتياجات الخاصة     | 1992        |
| 22 | الاتحاد العربي السعودي للاسكواش                   | 1992        |
| 23 | الاتحاد العربي السعودي لكرة الطاولة               | 1993        |
| 24 | الاتحاد السعودي للرياضة للجميع                    | 1994        |
| 25 | الاتحاد العربي السعودي للجولف                     | 1999        |
| 26 | الاتحاد العربي السعودي لسباق الحمام الزاجل        | 2001        |
| 27 | الاتحاد العربي السعودي للبلياردو وللسنوكر         | 2001        |
| 28 | الاتحاد العربي السعودي للكاراتيه                  | 2001        |
| 29 | الاتحاد العربي السعودي للسيارات والدراجات النارية | 2007        |
| 30 | الاتحاد السعودي للرياضات الإلكترونية              | 2017        |
| 31 | الاتحاد السعودي للكريكت                           | 2017        |
| 32 | الاتحاد السعودي للملاحة الشراعية                  | 2017        |
| 33 | الاتحاد السعودي للتجديف                           | 2017        |
| 34 | الاتحاد السعودي للبولو                            | 2017        |
| 35 | الاتحاد السعودي للتسلق والهايكنج                  | 2018        |

كان اتحاد كرة القدم هو أول الاتحادات إنشاءً، حيث كانت أول رياضة تنظم المنافسات حتى قبل أن يكون للمملكة العربية السعودية أي منظمات رياضية. بعد إنشاء اتحاد كرة القدم في عام 1959، بدأت الاتحادات الرياضية الأخرى لإنشاء مقرها على التوالي بما يتناسب مع احتياجات المجتمع.
كانت مسؤوليات اللجنة الأولمبية السعودية هي أنها القادرة على تمثيل المملكة العربية السعودية في الألعاب الأولمبية، لتكون محايدة عند التعامل مع جميع السعوديين، ولتحسين الأداء الرياضي داخل البلاد، ولمساعدة جميع الاتحادات الرياضية في المملكة العربية السعودية مالياً وفنياً، لتمثيل وإنتاج هوية السعودية، والمشاركة في المنافسات الدولية.

## كرة اليد
السعودية لها دور مميز في كرة اليد حيث ظهر منتخب السعودية لكرة اليد 9 مرات يعتبر أهم ظهور للمنتخب السعودي في هذه البطولة عام 2003 و 2017 حيث استطاع الوصول للمركز التاسع، وفي بطولة بطولة آسيا كان له الفضل حيث استطاع الوصول للمربع الذهبي 3 مرات 2002,2008,2012 وحقق المركز الثالث.
أما علي المستوي المحلي حقق النادي الاهلي لسعودي بطولة أبطال الكؤوس لدول مجلس التعاون الخليجي 8 مرات كأكثر نادي خليجي يحققها.
كما تعتبر الاندية السعودية الأكثر حصولاً على البطولة العربية للاندية لكرة اليد بـ5 ألقاب.
و علي مستوي الشباب تأهل منتخب الشباب 3 مرات لكأس العالم.